# مایکل استیون فلد
مایکل استیون فلد (انگلیسی: Michael Stephen Feld؛ ۱۱ نوامبر ۱۹۴۰ – ۱۰ آوریل ۲۰۱۰) یک فیزیک‌دان اهل ایالات متحده آمریکا بود. کارهای وی در زمینه اپتیک کوانتمی و لیزر قابل ملاحظه‌اند.